# Chrysonotomyia
Chrysonotomyia is een geslacht van vliesvleugeligen uit de familie Eulophidae. De wetenschappelijke naam van dit geslacht is voor het eerst geldig gepubliceerd in 1904 door William Harris Ashmead.

## Soorten
Het geslacht Chrysonotomyia omvat de volgende soorten:
- Chrysonotomyia abdita Hansson, 2004
- Chrysonotomyia acutangula Hansson, 2004
- Chrysonotomyia aemilia (Girault, 1917)
- Chrysonotomyia aenea (Girault, 1913)
- Chrysonotomyia aeneicoxa (Dodd, 1917)
- Chrysonotomyia aenella (Girault, 1915)
- Chrysonotomyia alajuelae Hansson, 2004
- Chrysonotomyia albicornis Hansson, 2004
- Chrysonotomyia albicoxa Hansson, 2004
- Chrysonotomyia albifascia Hansson, 2004
- Chrysonotomyia albifemur (Girault, 1915)
- Chrysonotomyia albipes (Girault & Dodd, 1913)
- Chrysonotomyia albogilva Hansson, 2004
- Chrysonotomyia alpigena Hansson, 2004
- Chrysonotomyia altamirae Hansson, 2004
- Chrysonotomyia ambonata Hansson, 2004
- Chrysonotomyia appannai (Chandy Kurian, 1953)
- Chrysonotomyia arenalicola Hansson, 2004
- Chrysonotomyia aurea (Girault, 1913)
- Chrysonotomyia auricorpus (Girault & Dodd, 1915)
- Chrysonotomyia auripunctata (Ashmead, 1894)
- Chrysonotomyia babayanzi Myartseva & Kurashev, 1991
- Chrysonotomyia barbata Hansson, 2004
- Chrysonotomyia bifasciata (Girault, 1913)
- Chrysonotomyia bimaculata Hansson, 2004
- Chrysonotomyia bivittata Hansson, 2004
- Chrysonotomyia brevicornis (Girault, 1913)
- Chrysonotomyia burrufascia Hansson, 2004
- Chrysonotomyia cardinalis Hansson, 2004
- Chrysonotomyia caribensis Hansson, 2004
- Chrysonotomyia casacocae Hansson, 2004
- Chrysonotomyia cecropiae Hansson, 2004
- Chrysonotomyia ciliata (Ashmead, 1894)
- Chrysonotomyia citrinigaster Hansson, 2004
- Chrysonotomyia clariscutellum (Girault, 1913)
- Chrysonotomyia claviger Paniagua & Hansson, 2009
- Chrysonotomyia cnecosoma Hansson, 2004
- Chrysonotomyia conostegiae Hansson, 2004
- Chrysonotomyia consobrina (Girault, 1913)
- Chrysonotomyia corallina Hansson, 2004
- Chrysonotomyia cornigera Hansson, 2004
- Chrysonotomyia corynata Hansson, 2004
- Chrysonotomyia costaricana Özdikmen, 2011
- Chrysonotomyia crassipes Hansson, 2004
- Chrysonotomyia crinipennis Hansson, 2004
- Chrysonotomyia crotapha Hansson, 2004
- Chrysonotomyia deltaceps Hansson, 2004
- Chrysonotomyia dictyota Hansson, 2004
- Chrysonotomyia dinomerinx Hansson, 2004
- Chrysonotomyia disticha Hansson, 2004
- Chrysonotomyia dolichogaster Hansson, 2004
- Chrysonotomyia dolichura Hansson, 2004
- Chrysonotomyia dominicana Gumovsky, 2001
- Chrysonotomyia douglassi (Girault, 1913)
- Chrysonotomyia dubia (Girault, 1913)
- Chrysonotomyia dumasi (Girault, 1915)
- Chrysonotomyia dussiae Paniagua & Hansson, 2009
- Chrysonotomyia elongata (Sureshan & Narendran, 2001)
- Chrysonotomyia epacra Hansson, 2004
- Chrysonotomyia erugata Hansson, 2004
- Chrysonotomyia etiellae (Risbec, 1955)
- Chrysonotomyia fasciata Hansson, 2004
- Chrysonotomyia fasciatipennis (Girault, 1913)
- Chrysonotomyia foersteri (Girault, 1913)
- Chrysonotomyia froudei (Girault, 1922)
- Chrysonotomyia galbina Hansson, 2004
- Chrysonotomyia germanica (Erdös, 1956)
- Chrysonotomyia glabriscutellum (Girault, 1915)
- Chrysonotomyia godoyae Hansson, 2004
- Chrysonotomyia grandis (Girault, 1913)
- Chrysonotomyia grossa Hansson, 2004
- Chrysonotomyia helvola Hansson, 2004
- Chrysonotomyia hyalinipennis (Khan & Shafee, 1980)
- Chrysonotomyia indigitus Hansson, 2004
- Chrysonotomyia ingagena Hansson, 2004
- Chrysonotomyia jimenezi Hansson, 2004
- Chrysonotomyia karakalensis Myartseva & Kurashev, 1991
- Chrysonotomyia laevis Hansson, 2004
- Chrysonotomyia laeviscuta Hansson, 2004
- Chrysonotomyia lapierrei Hansson, 2004
- Chrysonotomyia latistipes Hansson, 2004
- Chrysonotomyia lavirgenensis Hansson, 2004
- Chrysonotomyia leibnitzi (Girault, 1913)
- Chrysonotomyia leucocera Hansson, 2004
- Chrysonotomyia leucopus (Ashmead, 1894)
- Chrysonotomyia leucotela Hansson, 2004
- Chrysonotomyia limbata Hansson, 2004
- Chrysonotomyia lioceps Hansson, 2004
- Chrysonotomyia liosoma Hansson, 2004
- Chrysonotomyia livida (Ashmead, 1894)
- Chrysonotomyia locustivora (Rohwer, 1921)
- Chrysonotomyia longa (Girault, 1915)
- Chrysonotomyia longicaudata Paniagua & Hansson, 2009
- Chrysonotomyia longiclava Shafee & Rizvi, 1988
- Chrysonotomyia longiscuta Hansson, 2004
- Chrysonotomyia longissima Hansson, 2004
- Chrysonotomyia machaeriae Paniagua & Hansson, 2009
- Chrysonotomyia mackayensis (Girault, 1915)
- Chrysonotomyia macrura Hansson, 2004
- Chrysonotomyia maculata (Delucchi, 1962)
- Chrysonotomyia maculatipennis (Girault, 1913)
- Chrysonotomyia magnifica (Girault, 1913)
- Chrysonotomyia malabarica (Narendran & Surekha, 1992)
- Chrysonotomyia maurogaster Hansson, 2004
- Chrysonotomyia mayri (Girault, 1915)
- Chrysonotomyia megalops Hansson, 2004
- Chrysonotomyia melasoma Hansson, 2004
- Chrysonotomyia metallica (Ashmead, 1894)
- Chrysonotomyia micraulax Hansson, 2004
- Chrysonotomyia mira (Girault, 1934)
- Chrysonotomyia montigena Hansson, 2004
- Chrysonotomyia multitincta Hansson, 2004
- Chrysonotomyia nectandrigena Hansson, 2004
- Chrysonotomyia neeigena Hansson, 2004
- Chrysonotomyia nigripes (Girault, 1913)
- Chrysonotomyia niveicornis Hansson, 2004
- Chrysonotomyia niveicrus Hansson, 2004
- Chrysonotomyia niveipes (Girault, 1915)
- Chrysonotomyia novimaculatipennis (Girault, 1915)
- Chrysonotomyia obesula Boucek, 1986
- Chrysonotomyia occidentalis (Girault, 1915)
- Chrysonotomyia olympus (Girault, 1913)
- Chrysonotomyia osae Hansson, 2004
- Chrysonotomyia pallidiventris Hansson, 2004
- Chrysonotomyia pansata Hansson, 2004
- Chrysonotomyia parva Hansson, 2004
- Chrysonotomyia perlonga Hansson, 2004
- Chrysonotomyia phenacapsia (Yoshimoto, 1972)
- Chrysonotomyia pherocera Hansson, 2004
- Chrysonotomyia picta (Boucek, 1988)
- Chrysonotomyia pilata Hansson, 2004
- Chrysonotomyia piperigena Hansson, 2004
- Chrysonotomyia planipes Hansson, 2004
- Chrysonotomyia planiseta Hansson, 2004
- Chrysonotomyia postmarginaloides (Saraswat, 1975)
- Chrysonotomyia propodealis Hansson, 2004
- Chrysonotomyia pubipennis (Khan & Shafee, 1980)
- Chrysonotomyia pulchra (Girault, 1913)
- Chrysonotomyia pulchrella (Girault, 1915)
- Chrysonotomyia quinquedentata (Girault, 1915)
- Chrysonotomyia reticulata Sheng & Zhan, 2000
- Chrysonotomyia rexia Narendran, 2001
- Chrysonotomyia rubii Hansson, 2004
- Chrysonotomyia santarosae Hansson, 2004
- Chrysonotomyia sarmatica (Erdös, 1966)
- Chrysonotomyia serjaniae Hansson, 2004
- Chrysonotomyia setiscuta Hansson, 2004
- Chrysonotomyia speciosa (Girault, 1913)
- Chrysonotomyia strigifer Hansson, 2004
- Chrysonotomyia striolata Hansson, 2004
- Chrysonotomyia sudoensis Paik, 1992
- Chrysonotomyia tekensis (Myartseva & Kurashev, 1991)
- Chrysonotomyia temporata Hansson, 2004
- Chrysonotomyia thapsina Hansson, 2004
- Chrysonotomyia thysanota Hansson, 2004
- Chrysonotomyia tobiasi Myartseva & Kurashev, 1991
- Chrysonotomyia trifasciata (Girault, 1913)
- Chrysonotomyia tristicha Hansson, 2004
- Chrysonotomyia trjapitzini Myartseva & Kurashev, 1991
- Chrysonotomyia turkmenica Myartseva & Kurashev, 1991
- Chrysonotomyia unifasciata Hansson, 2004
- Chrysonotomyia unimaculata Paniagua & Hansson, 2009
- Chrysonotomyia upalacola Hansson, 2004
- Chrysonotomyia variclava (Girault, 1915)
- Chrysonotomyia varicolor (Girault, 1913)
- Chrysonotomyia variegata Hansson, 2004
- Chrysonotomyia varitincta Hansson, 2004
- Chrysonotomyia voltairei (Girault, 1915)
- Chrysonotomyia xuthotela Hansson, 2004
- Chrysonotomyia younusi Hayat & Perveen, 2005
- Chrysonotomyia zaommomomorpha (Girault, 1915)